# Witalis Peak
Der Witalis Peak ist ein 760 m hoher und felsiger Berg an der Amundsen-Küste der antarktischen Ross Dependency. Im Königin-Maud-Gebirge im nordöstlichen Teil des Collins Ridge ragt er am Zusammenfluss des Bowman- und des Amundsen-Gletschers vor beider Einmündung in das Ross-Schelfeis auf.
Teilnehmer der US-amerikanischen Byrd Antarctic Expedition (1928–1930) entdeckten und kartierten ihn. Das Advisory Committee on Antarctic Names benannte ihn 1967 nach dem Meteorologen Ronald E. Witalis (* 1938), der 1961 zur Wintermannschaft auf der Amundsen-Scott-Südpolstation gehört hatte.